# Ахлебинино (Пензенская область)
Ахлебинино — село в Спасском районе Пензенской области России. Входит в состав Веденяпинского сельсовета.

## География
Село находится в северо-западной части Пензенской области, в лесостепной зоне, в пределах северной окраины Керенско-Чембарской возвышенности, к западу от реки Кельда, к востоку от автотрассы М5, на расстоянии примерно 16 км (по прямой) к юго-востоку от Спасска, административного центра района. Абсолютная высота — 206 м над уровнем моря.

### Климат
Климат характеризуется как умеренно континентальный, с холодной зимой и умеренно жарким летом. Среднегодовая температура — 3,7 °C. Средняя температура воздуха самого холодного месяца (января) составляет −12 °C (абсолютный минимум — −45 °C); самого тёплого месяца (июля) — 19,1 °C (абсолютный максимум — 38 °С). Безморозный период длится 130 дней. Годовое количество атмосферных осадков — 538 мм, из которых большая часть выпадает в период с апреля по октябрь. Снежный покров держится в среднем 136 дней.

## Население
| 1746 | 1763 | 1785 | 1864 | 1877 | 1896 | 1911 |
| ---- | ---- | ---- | ---- | ---- | ---- | ---- |
| 260  | ↗364 | ↘340 | ↗394 | ↘325 | ↗513 | ↘476 |
| 1926 | 1930 | 1939 | 1959 | 1979 | 1989 | 1996 |
| ↘469 | ↗491 | ↘320 | ↘296 | ↘216 | ↘145 | →145 |
| 2002 | 2010 |      |      |      |      |      |
| ↘124 | ↘108 |      |      |      |      |      |

### Национальный состав
Согласно результатам переписи 2002 года, в национальной структуре населения русские составляли 99 % из 124 чел.

## Известные уроженцы
- Ионов, Василий Иванович (1923—2010) — советский инженер, заслуженный нефтяник Республики Башкортостан.